# Emilia Sjöstrand
Emilia Charlotte Sjöstrand, född 16 mars 2002 i Tyresö är en svensk friidrottare (trestegs- och längdhoppare), tävlande för SoIK Hellas. Sjöstrand fick säsongen 2023 ett genombrott när hon hoppade in på 10-bästa listan  i Sverige genom tiderna på både tresteg och längdhopp.